# Championnats du monde d'escrime 1988
Navigation
Édition précédente Édition suivante
Les championnats du monde 1988 se sont déroulés à Orléans en France.
À cause de la présence la même année des Jeux olympiques d'été de Séoul et de la non-inscription de l’épée féminine au programme olympique, seule cette arme est représentée. Il y a donc deux épreuves : l’épée féminine individuelle et l’épée féminine par équipe.

## Résultats

### Épée féminine
| Épreuves                               | Or                                                                                                   | Argent                                                                          | Bronze                                                                                 |
| -------------------------------------- | --- | ------------------------------------------------------------------------------- | -------------------------------------------------------------------------------------- |
| Épée                                   | |                                                                                 |                                                                                        |
| Femmes individuel résultats détaillés  | Brigitte Benon                                                                                       | Sophie Moressée-Pichot                                                          | Ninni Eglen                                                                            |
| Femmes par équipes résultats détaillés | Allemagne de l'Ouest- Carmen Engert Eva-Maria Ittner Sabine Krapf Renate Riebandt-Kaspar Ute Schäper | France- Valérie Devaux Nathalie Devillers Brigitte Benon Sophie Moressée-Pichot | Italie- Saba Amendolara Alessandra Anglesio Cecilia Salvioli Elisa Uga Natalie Vezzali |

## Tableau des médailles
| Rang | Nation    | Or | Argent | Bronze | Total |
| ---- | --------- | -- | ------ | ------ | ----- |
| 1    | France    | 1  | 2      | 0      | 3     |
| 2    | Allemagne | 1  | 0      | 0      | 1     |
| 3    | Italie    | 0  | 0      | 1      | 1     |
| 4    | Suède     | 0  | 0      | 1      | 1     |